# Елім

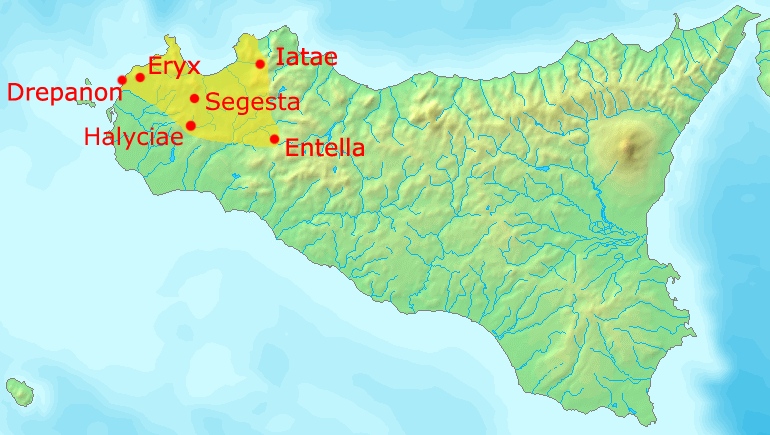
Мапа основних поселень елімців

Е́лім (грец. Ἔλυμος) — троянець, родоначальник сицилійських елімців, позашлюбний син Анхіса, який ще перед Енеєм прибув у Сицилію й оселився на березі річки Криміс. Епонім народу елімців.
Прибув в Егесту (або Сегесту) в Сицилії та взяв міста Ерікс та Лілібей, назвав річки коло Сегести Скамандром й Симоентом. Був царського роду, заснував місто. Згадується у Вергілія як юнак із Сицилії.

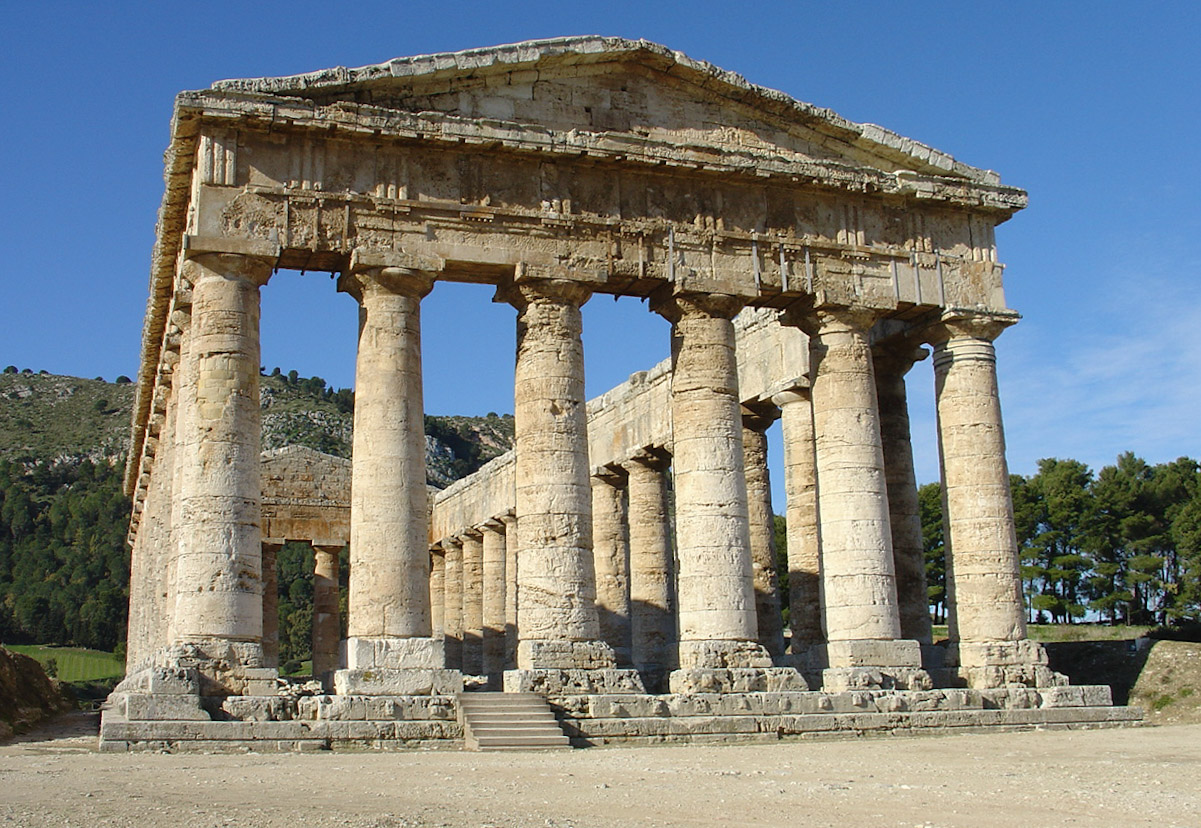
Елімський храм, Сегеста, Сицилія